# قوس حلقی
قوس‌های حلقی یا کمان‌های گلوگاهی (به انگلیسی: Pharyngeal arch) ساختارهای بارزی هستند که در نخستین مراحل رشد مهره‌داران پدید می‌آیند و پیش ساز بسیاری از ساختارها در مهره‌داران می‌باشند. قوس حلقی به شکل کمان آبششی در ماهی‌ها نیز وجود دارد. در رویان انسان، کمان‌های گلوگاهی نخستین بار در هفته چهارم رویان‌زایی انسان (به انگلیسی: Human embryogenesis) به شکل بیرون‌زدگیهای میان‌پوست‌ای در دو طرف حلق پدید می‌آیند. رگهای مربوط به کمان‌های گلوگاهی، قوس‌های آئورتی (به انگلیسی: Aortic arches) نامیده می‌شوند که در ماهی‌ها ارتباطی مستقیم با خونرسانی در آبشش‌ها دارند.

## ساختار
در مهره‌داران کمان‌های گلوگاهی از هر ۳ نوع لایه رویانی (به انگلیسی: Germ layers) تشکیل می‌شوند. ستیغ عصبی وارد این کمان‌های گلوگاهی شده و سبب پدید آمدن اجزای اصلی ساختاری جمجمه و اسکلت صورت، مانند غضروف و استخوان می‌شوند. نخستین و پیشین‌ترین قوس حلقی تبدیل به استخوان آرواره انسان می‌شود و دومین قوس حلقی تبدیل به استخوان لامی و تکیه گاهی برای آرواره می‌گردد. در ماهی‌ها دیگر کمان‌های گلوگاهی پسین تبدیل به اسکلت آبششی می‌گردند که از آبشش‌ها حمایت و حفاظت می‌کنند. در چهاراندامان کمان‌های گلوگاهی پیشین تبدیل به بخش‌هایی از گوش، لوزه‌ها و تیموس می‌شوند. بر اساس تحقیقات ژن‌های هوکس (به انگلیسی: Hox gene) و دیگر ژن‌های تکاملی همچون ژن‌های دی ال اکس (به انگلیسی: DLX gene family) تأثیرات مهمی بر جایگیری و الگوبندی کمان‌های گلوگاهی در محورهای پیشین/پسین و پشتین/شکمی دارند. برخی ماهی‌ها دارای یک آرواره دیگر در حلقشان به نام آرواره حلقی می‌باشند که توسط عوامل ژنتیکی مشابه با عوامل مسئول شکلگیری آرواره دهانی ایجاد می‌شوند. در کل در رویان انسان ۶ کمان گلوگاهی وجود دارد که کمان ۱ از همه نزدیکتر به سر می‌باشد و کمان ۵ تنها به صورت گذرا وجود دارد و هر یک از این کمان‌ها دارای سرخرگ، عصب و ماهیچه مخصوص خود می‌باشد.